# Gare d’Ollioules – Sanary
Gare d'Ollioules - Sanary – stacja kolejowa w Ollioules, w departamencie Var, w regionie Prowansja-Alpy-Lazurowe Wybrzeże, we Francji.
Jest stacją Société nationale des chemins de fer français (SNCF), obsługiwaną przez pociągi TER Provence-Alpes-Côte d’Azur.